# Lac Ashuapmushuan
Pour les articles homonymes, voir Ashuapmushuan (homonymie).
Le Lac Ashuapmushuan est un plan d'eau douce du territoire non organisé de Lac-Ashuapmushuan, de la municipalité régionale de comté (MRC) Le Domaine-du-Roy, au Nord-Ouest de la région administrative du Saguenay-Lac-Saint-Jean, dans la province de Québec, au Canada.
Ce lac est entièrement compris dans le canton de Lorne et dans la réserve faunique Ashuapmushuan.
La foresterie constitue la principale activité économique du secteur. Les activités récréotouristiques arrivent en second.
La route forestière route 167 reliant Chibougamau et Saint-Félicien (Québec) passe au Nord-Est du lac, ainsi que le chemin de fer du Canadien National. D’autres routes forestières secondaires desservent les environs du lac.
La surface du Lac Ashuapmushuan est habituellement gelée du début novembre à la mi-mai, toutefois la circulation sécuritaire sur la glace se fait généralement de la mi-novembre à la mi-avril.

## Géographie
Ce lac comporte une longueur de 13,4 km orientée vers le Nord-Ouest, une largeur maximale de 2,4 km et une altitude de 371 m. Vers le centre du lac, une première baie s’étire sur 0,8 km vers l’Est ; une deuxième s’étire sur 1,6 km vers le Sud. De plus, une troisième baie s’étire sur 0,5 m vers le Nord-Est, à partir de sa pointe Sud, soit à l’embouchure de la rivière de la Licorne.
L’embouchure du Lac Ashuapmushuan est localisé à :
- 8,8 km au Sud-Ouest du pont de la route 167 ;
- 12,3 km au Sud de l’embouchure de la rivière Hilarion (confluence avec la rivière Ashuapmushuan) ;
- 122,4 km au Nord-Ouest de l’embouchure de la rivière Ashuapmushuan (confluence avec le lac Saint-Jean) ;
- 160,7 km à l’Est de l’embouchure du lac Saint-Jean (confluence avec la rivière Saguenay) ;
- 292 km à l’Est de l’embouchure de la rivière Saguenay (confluence avec l’Estuaire du Saint-Laurent)[1].

Les principaux bassins versants voisins du Lac Ashuapmushuan sont :
- côté Nord : lac Aigremont, lac Denaut, rivière Ashuapmushuan, rivière la Loche ;
- côté Est : lac Chigoubiche, rivière de la Licorne, rivière Ashuapmushuan, rivière Chigoubiche ;
- côté Sud : ruisseau Arlequin, rivière Marquette, lac Laon ;
- côté Ouest : rivière Marquette Ouest, lac Poutrincourt, rivière Normandin.

À partir de l’embouchure du Lac Ashuapmushuan, le courant de la rivière Ashuapmushuan coule sur 35,9 km vers le Nord-Est, puis 144 km vers le Sud-Est jusqu’à sa confluence avec le lac Saint-Jean où elle se déverse sur la rive Ouest.

## Toponymie
Sur la presqu’île à l’extrémité Nord-Ouest du lac, soit à la confluence des rivières Marquette, Normandin et Ashuapmushuan, un poste de traite a été aménagé au début du XVIIIe siècle. Il a été en exploitation pendant plusieurs décennies.
En langue ilnue, ashuapmushuan signifie « là où l'on guette l'orignal ». Depuis la fin du XIXe siècle, une dizaine de graphies différentes de l’appellation de ce plan d'eau a été relevé, dont la forme Lac Chamouchouan relevé sur une carte de 1897,,,,.
Le toponyme Lac Ashuapmushuan a été officialisé le 5 octobre 1982 par la Commission de toponymie du Québec.